# Break on Through (Jeanette Biedermann)
Break on Through è il quarto album in studio della cantante tedesca Jeanette Biedermann, pubblicato nel 2003 a nome Jeanette.

## Tracce
1. Rockin' on Heaven's Floor – 3:24
2. Hold the Line – 3:40
3. Burning Alive – 3:16
4. Himalaya – 4:04
5. Rebelution – 3:18
6. We Are the Living – 3:47
7. Tellin' You Goodbye – 3:36
8. Mystery – 3:38
9. Bad Girl – 3:18
10. 7 Nights - 7 Days – 4:18
11. Highflyer – 2:57
12. True Blue Heroes – 3:50
13. Make Love – 3:25
14. Mr. Big – 3:50
15. Forever and Ever – 3:42
16. Kick Up the Fire – 3:49